# Éter etil-terc-butílico
Éter etil-terc-butílico (ETBE, do inglês ethyl tert - butyl ether) é um composto orgânico, um éter, também chamado de éter etil terciário-butílico, 2-metil-2-etoxipropano, éter terc-butil etílico, óxido de etil terc-butíla e 2-etoxi-2-metilpropano, de fórmula química C6H14O. É normalmente usado como um aditivo para gasolina oxigenato na produção de gasolina de óleo cru.
O ETBE oferece iguais ou maiores benefícios de qualidade à atmosfera que o etanol, embora sendo tecnicamente e logisticamente menos desafiador. Ao contrário do etanol, o ETBE não induz a evaporação da gasolina, que é uma das causas de poluição e não sendo abosorvente de umidade da atmosfera.

## Síntese
É sintetizado pela mistura de etanol e isobutileno e reagindo-os com aquecimento sobre um catalisador.
O etanol, produzido por fermentação e destilação, é mais caro que o metanol, o qual é derivado do gás natural. Consequentemente, MTBE, produzido a partir do metanol é mais barato que ETBE, produzido a partir do etanol.